# 堀場美希
堀場 美希（ほりば みき、2月12日 - ）は、日本の女性声優である。愛知県出身。リマックス預かり。

## 経歴
2018年2月1日にオブジェクト所属。2021年8月31日に退所後、10月1日にリマックス預かり所属。
幼少期に声優に興味を持ち、『美少女戦士セーラームーン』に出演しているような声優が別番組に出演しているのを見つけて、「あの声優さんだ!」「いろんな声を操れる声優さんの仕事は楽しそう!」という思いから「私は声優になるんだ!」と小さい頃から思っていたという。
中学校の図書館で書籍の『声優になるには』を読み、発声や滑舌の自主練をしていたが、オーディションに参加するのは足踏みしていた。中学2年生か3年生でやっと全国オーディションに応募して、その時に初めて1人で東京都に行っていた。しかし、結果は全然ダメで、「これは学校でちゃんと学ばないとうまくならないな」と思い、専門学校に進学したという。

## 人物
趣味は、カメラ、料理、映画観賞、温泉めぐりで、温泉ソムリエの資格を持つ。特技は、クラリネット、琴、I字バランス、開脚前屈、立ブリッジしてから戻ること、女の子を可愛く撮ること。
小学校時代はマーチングバンドでトランペットと指揮者を担当。指揮者だけ赤い衣装で、帽子に羽根がついていて可愛かったことから、「あれを着てみたい!」と思った。中学校時代は吹奏楽部でクラリネットを担当していた。同時に限られた人だけが主旋律を吹けるファーストクラリネットにもなり、このことは、負けず嫌いでたくさん練習したからだと語る。
幼少期に影響を受けた作品は少年ジャンプ系で、一番好きな作品には『シャーマンキング』を挙げている。
落語部部長を担当しており、2017年より落語が好きな友人から教わり定期的に通っているという。

## 出演

### テレビアニメ
2015年
- GANGSTA.（娼婦）

2018年
- うさぎのマシュー（うさぎの女の子）

2019年
- 神田川JET GIRLS（客）
- 消滅都市（アツコ）

2020年
- ネコこのゴロ 令和版（ぶちさん）
- BanG Dream! 3rd Season（女子生徒）
- いわかける! - Sport Climbing Girls -（カタルノ女子A、女子高生B）

2021年
- スーパーカブ（生徒）
- サクガン（女性客B）

2024年
- ハミダシクリエイティブ（鎌倉詩桜、電車）

### ゲーム
2016年
- 激突!クラッシュファイト（かぐや姫）

2017年
- クルセイダークエスト（ヴァルニール、リュドミラ）
- コズミックブレイク（アメリア・レオポルド）

2018年
- Caligula Overdose -カリギュラ オーバードーズ-
- 三国志ディフェンちゅ（陸遜）
- 城とドラゴン（マリオネット）
- ナイツクロニクル（ティロナ）

2019年
- ガンビット（メデューサ、ジャイアントクラブ）

2020年
- ファントム オブ キル（ロジェスティラ・神令・スクルド）
- ホーンテッド・オバケストラ Vol.1 Awaking（昴）

2021年
- ハミダシクリエイティブ（鎌倉詩桜）
- 逆転オセロニア（千代）
- ポケモンメザスタ4ダン（スタートレーナーヒトミ）
- クレヨンしんちゃん 「オラと博士の夏休み」〜おわらない七日間の旅〜（山田モット）

2022年
- ホーンテッド・オバケストラ Vol.2 Bianke（昴）
- モンスターストライク（果心居士）
- アルケミストガーデン（ナナミ）

### 吹き替え
- レゴ フレンズ ハートレイクストーリー（2022年、ベラ 他)
- レゴ フレンズ（2023年、ペイズリー)
- レゴ ドリームズ（2023年、パトナム先生)

### その他コンテンツ
- 温泉むすめ（平湯みつば[13]）

## ディスコグラフィ

### キャラクターソング
| 発売日        | 商品名             | 歌 | 楽曲                   | 備考                                       |
| ------------- | ------------------ | --- | ---------------------- | ------------------------------------------ |
| 2020年8月14日 | Command ON Summer! | ヒョウハ・神令・テュール（角元明日香）、ロジェスティラ・神令・スクルド（堀場美希）、オルフェウス・神令・フォルセティ（平流エレン）、如意金箍棒・神令・フリッグ（田中音緒）、ミュルグレス・神令・トール（岩井映美里）、イチイバル・神令・オーディン（二ノ宮愛子） | 「Command ON Summer!」 | ゲーム『ファントム オブ キル』テーマソング |
| 2020年9月30日 | summer steady go   | ヒョウハ・神令・テュール（角元明日香）、ロジェスティラ・神令・スクルド（堀場美希）、オルフェウス・神令・フォルセティ（平流エレン）、如意金箍棒・神令・フリッグ（田中音緒）、ミュルグレス・神令・トール（岩井映美里）、イチイバル・神令・オーディン（二ノ宮愛子） | 「Party “ON” MIX」     | ゲーム『ファントム オブ キル』関連曲       |